# Mitahato
 (novembre 2021).
 (novembre 2021).
Si vous disposez d'ouvrages ou d'articles de référence ou si vous connaissez des sites web de qualité traitant du thème abordé ici, merci de compléter l'article en donnant les références utiles à sa vérifiabilité et en les liant à la section « Notes et références ».
 (novembre 2021).
La mise en forme du texte ne suit pas les recommandations de Wikipédia : il faut le « wikifier ».
Les points d'amélioration suivants sont les cas les plus fréquents :
- Les titres sont pré-formatés par le logiciel. Ils ne sont ni en capitales, ni en gras.
- Le texte ne doit pas être écrit en capitales (les noms de famille non plus), ni en gras, ni en italique, ni en « petit »…
- Le gras n'est utilisé que pour surligner le titre de l'article dans l'introduction, une seule fois.
- L'italique est rarement utilisé : mots en langue étrangère, titres d'œuvres, noms de bateaux, etc.
- Les citations ne sont pas en italique mais en corps de texte normal. Elles sont entourées par des guillemets français : « et ».
- Les listes à puces sont à éviter, des paragraphes rédigés étant largement préférés. Les tableaux sont à réserver à la présentation de données structurées (résultats, etc.).
- Les appels de note de bas de page (petits chiffres en exposant, introduits par l'outil «  Source ») sont à placer entre la fin de phrase et le point final[comme ça].
- Les liens internes (vers d'autres articles de Wikipédia) sont à choisir avec parcimonie. Créez des liens vers des articles approfondissant le sujet. Les termes génériques sans rapport avec le sujet sont à éviter, ainsi que les répétitions de liens vers un même terme.
- Les liens externes sont à placer uniquement dans une section « Liens externes », à la fin de l'article. Ces liens sont à choisir avec parcimonie suivant les règles définies. Si un lien sert de source à l'article, son insertion dans le texte est à faire par les notes de bas de page.
- La présentation des références doit suivre les conventions bibliographiques. Il est recommandé d'utiliser les modèles {{Ouvrage}}, {{Chapitre}}, {{Article}}, {{Lien web}} et/ou {{Bibliographie}}. Le mode d'édition visuel peut mettre en forme automatiquement les références.
- Insérer une infobox (cadre d'informations à droite) n'est pas obligatoire pour parachever la mise en page.

Pour une aide détaillée, merci de consulter Aide:Wikification.
Si vous pensez que ces points ont été résolus, vous pouvez retirer ce bandeau et améliorer la mise en forme d'un autre article.
 (août 2022).
Mitahato est un village situé au Kenya, à 30 km au nord de Nairobi, la capitale, dans le comté de Kiambu.
C’est le premier village francophone du Kenya, à l'initiative du fondateur de l'ONG Francophone Network of Kenya, dont l'objectif est d'offrir la possibilité à ses habitants d’apprendre et de parler le français. 
Une bibliothèque francophone y a été créée pour promouvoir la francophonie, elle est soutenue par l’Ambassade de France au Kenya et le Groupe des Ambassadeurs Francophones à travers un réseau de 20 Centres de Ressources Kenyans pour le Français.

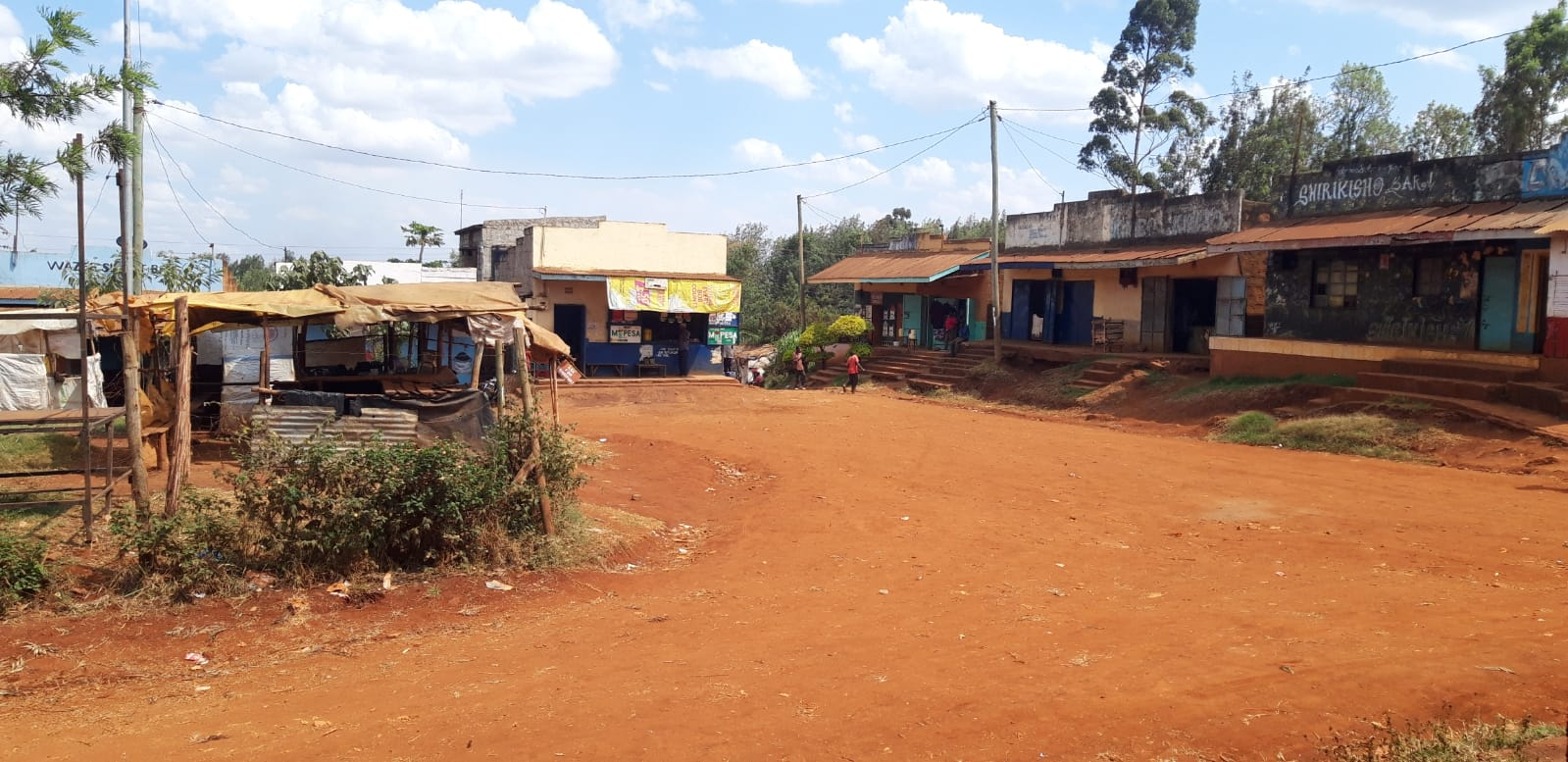
Le centre commercial du village

## Géographie, climat et environnement

### Géographie

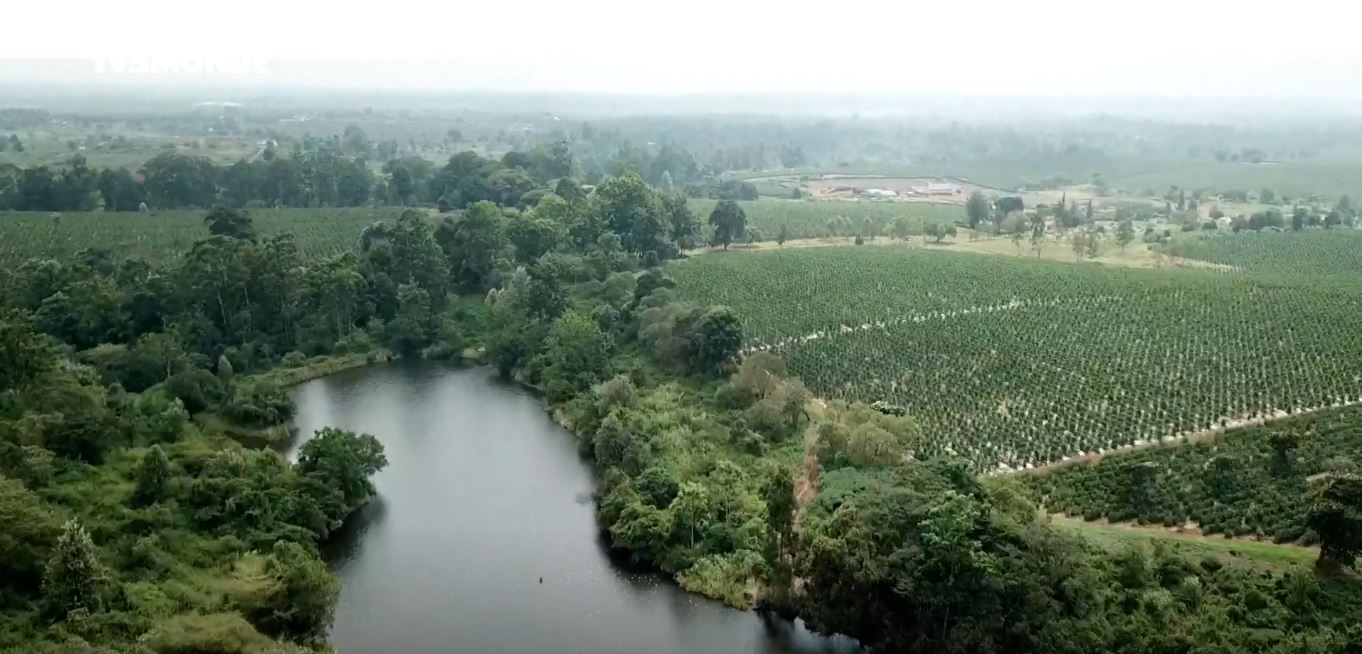
Les exploitations de café autour de Mitahato

Mitahato depuis Nairobi via Thika Road et Kiambu Road, à environ 1 heure de trajet (30 km). Le village se situe à 18 km de Kiambu, 16 km de Ruiru, 9 km de Githunguri et 40 km de Thika. Il est entouré par deux rivières : Keruga, d’un côté, et Makindu, de l’autre. 
Les habitants s’y approvisionnent en eau pour leurs besoins domestiques ainsi que pour leurs animaux.

### Climat
À Mitahato, le climat est tempéré. Comme dans le reste du Kenya, il n’y a pas de saisons très marquées. On distingue cependant deux saisons des pluies : de mars à avril et de novembre à décembre. Les températures varient entre 18 et 27 °C. Mitahato est généralement plus ensoleillé et moins pollué que Nairobi.

### Environnement
Mitahato est un village très vert grâce à tous ses arbres fruitiers mais aussi aux plantations alentour. Les arbres sont propices à la production de bois. Les maisons sont bâties en bois, terre battue ou pierre.
Le village est entouré par de nombreuses plantations de café, qui participent fortement à l’activité et au développement local.
À Mitahato, aucune route n’est goudronnée. Elles sont formées de terre rougeâtre qui produit beaucoup de poussière. Les habitants n’ont pas accès à l’eau et l’électricité quotidiennement.

## Activité économique et sociétale

### Activité économique
L’activité économique principale provient du commerce laitier. Il y a un shopping centre à Mitahato, de nombreux commerçants y vendent des produits frais. Mitahato est doté de commerces de proximité : boucher, épicerie, médecin, couturier.
Mitahato est réputé pour ses bananiers et ses avocatiers. On y trouve également des plantations de maïs, de haricots verts et de pommes de terre.

### Alimentation
L’ugali est un plat typique kényan très apprécié des habitants de Mitahato. C’est une pâte formée d’eau et de farine de maïs, fréquemment accompagnée de sukumawiki (feuille de chou frisé) et parfois de viande. Le Mukimo est un plat Kikuyu composé de purée de pomme de terre, de maïs et d’épinard ou de feuilles de chou kale. Le Chai est la boisson chaude servie à Mitahato. Elle contient des feuilles de thé noir, du lait et du sucre.

### Le Mugumo
Le Mugumo est un arbre mythique de Mitahato entouré de beaucoup de croyances, mystiques. Les histoires autour de cet arbre sont multiples mais c’était surtout autrefois un lieu de rassemblement pour le conseil du village, autour du chef du village.
Il surplombe le village de Mitahato, au cœur de la rue principale.

## Communauté, éducation et religion

### Communauté
A Mitahato, la plupart des habitants sont pauvres. Certains occupent des emplois saisonniers et précaires dans les plantations de café par exemple. Le chômage et l’alcoolisme sont des problématiques sociales très courantes à Mitahato.
En terme d’éducation, beaucoup de jeunes ne sont pas scolarisés ou arrêtent l’école avant d’atteindre l’âge de l’obligation scolaire, particulièrement les filles.

### Éducation
Mitahato compte 3 200 habitants. Le village de Mitahato comporte 4 écoles : 3 écoles publiques et une privée. Toutes ces écoles offrent un enseignement chrétien.
Parmi ces habitants, 370 sont apprenants du français et à travers leurs parents, leurs familles.
Pink Roses est la seule école privée de Mitahato. Elle compte 420  élèves dont 234 apprennent le français.
Mitahato Primary et Secondary School. L’école primaire compte 350 élèves et l’école secondaire compte 250 élèves.
Gathirimu Technical Girls High School est une école pour les filles de 13 à 18 ans. Elle compte 1230 étudiantes, dont 115 apprennent le français.

### Religion
Mitahato est un petit village mais pourtant, il est doté de nombreuses églises.
La chrétienté régit la vie des habitants. Ils se rassemblent et célèbrent les fêtes de Noël et de Pâques notamment.
On trouve des églises catholiques, protestantes et presbytériennes

## Enjeux sociaux à Mitahato

### Éducation et décrochage scolaire
Au Kenya, les enfants peuvent bénéficier d’un enseignement public gratuit, ils n’ont plus à payer les frais de scolarité depuis 2007. Cependant des frais inhérents à l’entretien de l’école, à la restauration scolaire, à l’internat, aux uniformes… sont obligatoires pour inscrire les enfants. Pour certaines familles précaires ou modestes, ces dépenses quotidiennes sont difficiles à assumer et les poussent généralement à ne mettre qu’un enfant de la fratrie à l’école ou à faire le choix d’une non-scolarisation.
A Mitahato, il y a une école publique primaire et secondaire et un lycée pour filles. Ces établissements, où les frais de scolarité sont gratuits, sont fréquentés par les familles du comté de générations en générations. Cependant, la plupart des adultes du village n’ont pas complété l’entièreté du cursus scolaire. Ce décrochage peut être provoqué par plusieurs facteurs : manque de moyens financiers, manque d’intérêt, injonctions familiales… Une des causes du décrochage scolaire est la difficulté pour ces parents de prioriser l’éducation académique de leurs enfants, s’étant eux-mêmes réorientés vers des professions manuelles ou leurs familles. Les parents très occupés dans le travail des champs, du café notamment, ne se rendent pas toujours compte que leurs enfants ne vont pas à l'école régulièrement. Ainsi, l’illettrisme est très répandu à Mitahato, la scolarisation n’ayant pas permis la maîtrise de la lecture et de l’écriture. Ils se reposent donc sur un dialecte oral local, principalement issu de la langue ethnique des Kikuyu. L’anglais et le swahili, langues officielles au Kenya, ne sont que peu maîtrisées.

### Alcoolisme
Au siècle dernier, la fabrication d’alcool local à base de maïs était la source de revenus principale des villageois. L’alcool étant fort et à disposition, l’alcoolisme est rapidement devenu une problématique. Reconnu aujourd’hui comme maladie, l’alcoolisme sévit encore et touche particulièrement les hommes. On peut en partie expliquer cette problématique par le décrochage scolaire des adolescents qui, par manque d’activité, plongent dans l’alcoolisme. De l’alcoolisme peut découler des difficultés financières car le peu d’argent gagné peut être dépensé dans ce but, ce qui ne permet pas de financer les frais scolaires. Enfin, une problématique de violence envers les enfants est observée, causée par l’alcoolisme.

### Grossesses et mariages précoces
Grossesses précoces et décrochage scolaire sont deux problématiques liées pour les jeunes filles de Mitahato. Au Kenya, l’avortement est toujours illégal et la contraception, ignorée.
Elles quittent généralement l’école à cause de leur grossesse et/ou de leur mariage très jeune. Dans un second schéma, à la suite de leur décrochage scolaire, elles ont plus de risque de tomber enceinte par manque de contraception et de sensibilisation sur ce sujet. Les chances que les jeunes filles retournent à l’école après leur accouchement sont infimes.
La question des grossesses précoces est préoccupante. Très peu de prévention et d’éducation sexuelle sont données à ces jeunes filles, par manque de moyens et par tabou. Les conséquences de ces grossesses précoces sont multiples. D’un point de vue de la santé, ces jeunes filles ne bénéficient pas d’un suivi régulier par manque de moyens et sont davantage prédisposées à des complications et exposées aux décès post partum. Sur un aspect social et culturel, accoucher d’un enfant hors mariage est vécu par beaucoup de familles comme un déshonneur. La jeune mère peut être victime de discrimination et de marginalisation par ses pairs et cela peut mener à une situation d’exclusion et d’isolement. Cette problématique de grossesse précoce n’aide donc pas les jeunes kényanes à s’émanciper et à dépasser cette pauvreté.
Toutes ces problématiques sociales découlent de la précarité importante présente dans le village. L’éducation est un des leviers qui permettra aux jeunes filles de Mitahato de faire leurs propres choix ou le non-choix de la scolarisation, en espérant qu’elles atteignent l’autonomie qu’elles méritent.

## Mitahato et la francophonie

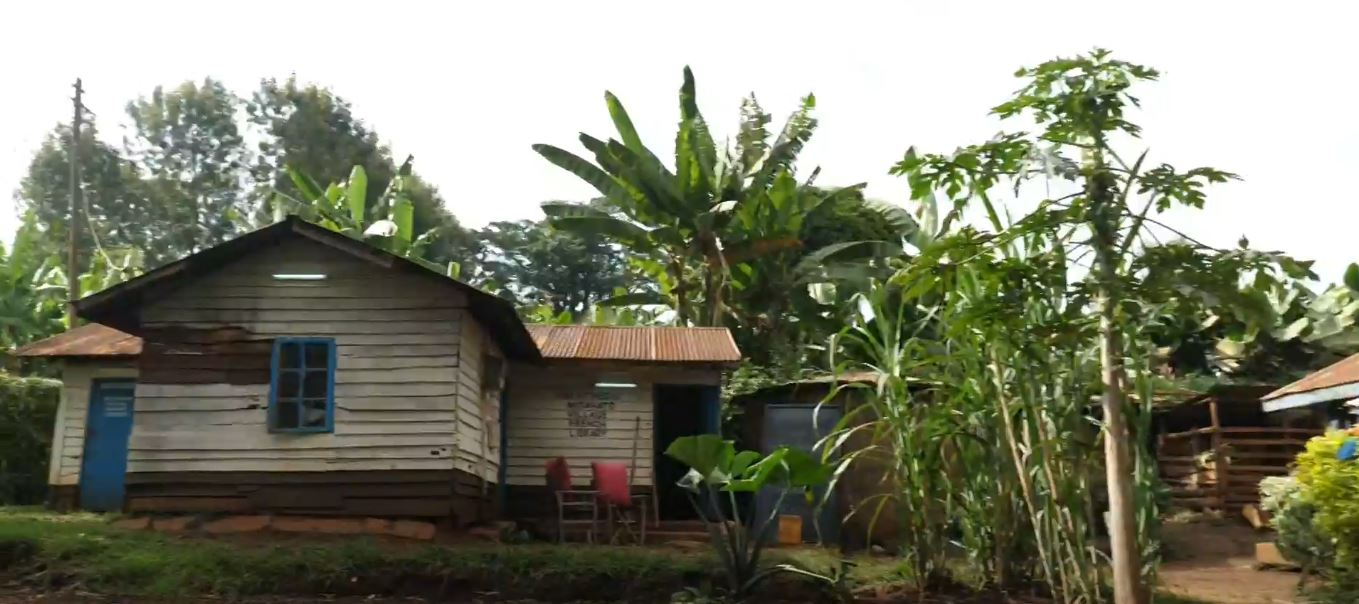
La bibliothèque francophone de Mitahato

Mitahato a attiré l'attention des médias et notamment de TV5 Monde, venu réaliser un reportage sur la bibliothèque francophone.
Inauguré en 2020 par l’Ambassadrice française, le centre rassemble une bibliothèque francophone et l’enseignement du français. Les CRKF sont 20 centres répartis dans 20 écoles kényanes. Initiés par l’Ambassade de France en 2008, ces centres rassemblent des ressources mises à disposition des étudiants et des enseignants du français. L’Ambassade fournit du matériel pédagogique et numérique dans l’objectif de promouvoir le français et la francophonie.

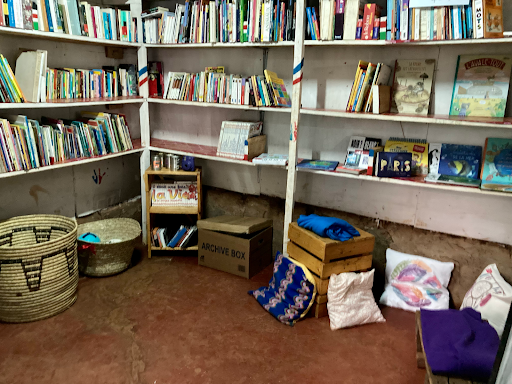
Les livres présents sont tous issus de dons

Le CRKF de Mitahato est particulier puisqu’il accueille les enfants du village désireux d’apprendre le français dans un cadre extra-scolaire. Ce centre et les ressources qui y sont proposées sont une vraie opportunité pour les enfants du village de découvrir ou d’approfondir la langue française.
La création de ce centre au sein du village de Mitahato constitue une réelle chance pour ses habitants de bénéficier de l’apprentissage du français et des différentes activités inhérentes. Il accueille 10 à 20 élèves par jour et possède une bibliothèque francophone. Comme chaque CRKF, c’est un lieu d’accueil et de conseils, de ressources numériques, pédagogiques et ludiques.
Le centre reçoit régulièrement des visiteurs, amateurs et amis de la francophonie. Ces visites mettent en avant l’importance de l’éducation par le partage de moments conviviaux avec les invités. Ces rencontres sont l’occasion pour les enfants de saisir l’importance de la maîtrise du français dans leurs parcours futurs.

### La coopération Die-Mitahato
C’est lors d’un séjour à Die que l’idée de créer un village francophone a émergé.
Ce charmant village situé dans la Drôme (26) est notamment connu pour sa Clairette de Die, un vin effervescent d'Appellation d’Origine Contrôlée. Le projet de coopération entre les villes de Mitahato et Die est né de la volonté du fondateur de FNK et de la maire de Die, d’unir ces deux villes.
Fondée à Die le 5 septembre 2021, l’Association Francophone Die-Mitahato a pour projet d’ accompagner la pratique du français au Kenya et de favoriser les échanges interculturels et interlinguistiques. L’objectif est de soutenir les activités de l’association Francophone Network of Kenya sur les thématiques de l’accès à l’éducation, l’enseignement du français et les projets de développement à Mitahato. Il s’agit de coopérer sur ces sujets en décidant, ensemble, des actions à mener en faveur  d’échanges interculturels et inter linguistiques via la création d’outils de communication multilingues permettant d’instaurer des échanges entre Die et Mitahato.